# Les aventures de Sindbad
Les aventures de Sindbad (o Simbad) són unes històries contingudes a Les mil i una nits protagonitzades per Sindbad, prototip del mariner heroic de la literatura de viatges. L'èxit dels relats n'ha propiciat adaptacions fílmiques, versions infantils i aparicions dels seus personatges en diverses obres de la cultura popular.
En una de les nits Xahrazad comença a explicar al soldà les aventures de Sindbad, narrades per ell mateix, de forma que la trobada entre Sindbad i un jove pobre a qui relata la seva vida és el marc de nous relats, creant tres nivells de ficció (tècnica del mise en abyme): el primer entre la jove i el soldà, que narra les aventures del ric Sindbad (segon nivell), qui al seu torn explica els seus viatges (tercer nivell).

## Argument
Sindbad es fa mariner per buscar fortuna i al llarg de set viatges acumula riqueses i experiència. Al primer aterra a una illa que resulta ser el llom d'una balena i és abandonat pels seus companys de viatge. Salvant-se amb una fusta acaba essent conseller d'un rei de l'illa veïna, qui li dona grans regals pel seu bon judici.

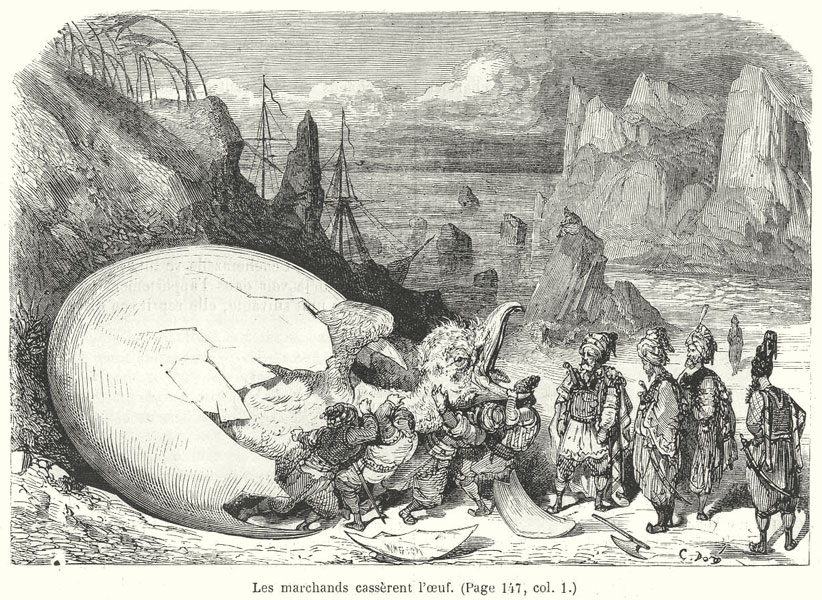
Cinquè viatge de Sindbad segons una il·lustració del

Al segon viatge visita una illa on habiten els rocs, àguiles monstruoses que porten brillants al seu bec. Al tercer viatge s'enfronta a un gegant a qui cega per escapar. De tornada a Bagdad s'avorreix de la vida de plaers i torna a la mar, per anar a parar a un país de caníbals que el volen adormir per menjar-se'l. Ell, però, refusa l'herba narcòtica i pot seguir el seu periple, moment en què es casa amb una princesa.
Seguint el costum local, quan ella mor a ell l'enterren viu amb ella per fer-li companyia durant tota l'eternitat però pot escapar de la cova funerària gràcies a un animal que li mostra el camí. Al cinquè viatge, després de trobar un ou de roc i escapar dels monstres que el guardaven, cau presoner del Vell del Mar, a qui emborratxa per escapar. Arriba aleshores a una illa habitada per micos amb un gran tresor.
Al sisè viatge arriba a Sri Lanka, on el sobirà local li dona una sèrie de regals meravellosos per al califa de Bagdad. Posteriorment embarca i es casa de nou amb la filla d'un ric comerciant. En aquell país cada mes una persona es transforma en ocell i pujat a les urpes d'una d'aquestes aus gegants arriba al cel i sent els àngels.

## Anàlisi
Les històries recullen tradicions orals perses, índies i occidentals. El protagonista destaca per la virtut principal dels herois dels contes populars i els llibres d'aventures: l'enginy, que el permet sortir de situacions on perilla la seva vida. Una altra qualitat definitòria és la seva preferència pel viatge i l'emoció per sobre d'una vida només de luxe, tot i que el final feliç inclou abundants riqueses.
El gegant cec està clarament inspirat en el Polifem de L'Odissea. De font igualment grega, concretament la història d'Aristòmenes, és l'escapament de la cova-tomba. El seu viatge al cel es pot veure com una versió del descens a l'inframón propi dels herois èpics, com Ulisses, Enees o el mateix Dante Alighieri posteriorment. La ciutat dels micos és un motiu freqüent a la tradició índia, mentre que el Vell del Mar es podria identificar amb diverses divinitats marines de l'època.

## Origen del nom
El nom de Sindbad, escrit de vegades Simbad, té una etimologia discutida. Una de les més probables apunta a la fusió de baad ('vent' en persa, per la seva incapacitat per romandre quiet) amb Sind, el nom d'una regió de l'actual Pakistan. Una altra el fa derivar de Siddhapati, 'senyor savi' en sànscrit. Fins i tot s'ha volgut emparentar amb Sānbǎo, el nom d'un mític explorador xinès.